# Карписак
Карписак (рос. Карпысак) — село у Тогучинському районі Новосибірської області Російської Федерації.
Входить до складу муніципального утворення Мирновська сільрада. Населення становить 685 осіб (2010).

## Історія
Згідно із законом від 2 червня 2004 року органом місцевого самоврядування є Мирновська сільрада.

## Населення
| 2002 | 2007 | 2010 |
| ---- | ---- | ---- |
| 630  | ↗740 | ↘685 |